# Oi!
Oi!（直译：哦！）是朋克搖滾的一种音乐子类型，最早发源于20世纪70年代末期的英国。这种音乐与其相关亚文化的目的是将朋克文化、光头党和其他心怀不满的工人阶级青年联系聚集在一起。这场运动在一定程度上是对早期朋克摇滚圈许多参与者的看法的回应，用The Business乐队吉他手史蒂夫·肯特的话来说，都是“时髦的大学生，用长词（long words），试图搞艺术……却失去了联系”。